# Königseiche (Salchendorf)
Die Königseiche (oder Schäfer-Eiche) ist eine mindestens 300 Jahre alte Eiche und ein Naturdenkmal bei Salchendorf im Siegerland.
Der Baum ist eine Stieleiche (Quercus robur) mit einem Stammumfang von 5,25 m (um 1900 4,7 m bei 1 m Höhe). Er steht im Hofstätter Wald zwischen Salchendorf, Wilden und Eisern auf einer Höhe von ca. 374 m und wird wenigstens mehr als 300 Jahre alt sein, eventuell sogar 550 bis 560 Jahre. Der Baum ist am Stammfuß auf einem Meter Höhe hohl und hat dort bereits mehrfach gebrannt. 1966 wurde der Baum als „sterbende alte Eiche in der Hochstätte“ bezeichnet.

## Name
Walter Giebler, in den 1950er Jahren Lehrer in Salchendorf, hat 1953 ein Gedicht mit fünf Versen zum Namen der Königseiche verfasst. Der erste und der letzte Vers werden hier wiedergegeben:
Nie hat mir ein Ahn’ berichtet,

wer den stolzen Namen gab

diesem Riesen unsrer Bäume,

und er selbst schweigt wie ein Grab.

…

Bleibt dein Name auch Geheimnis,

stehst doch wie ein König da,

mahnst uns, höher uns zu recken,

mahnest jeden, der dich sah!
Am Wegrand in der Nähe des Baumes ist eine Tafel mit Versen zur Königs- oder Schäfer-Eiche angebracht. Der Autor der Verse war der bereits verstorbene ehemalige Amtsbürgermeister von Wilnsdorf (1950–1961) und 1972 zum Ehrenbürger der damaligen Stadt Eiserfeld ernannte, Heinrich Adolf Müller aus Eisern. In den Versen ist von „Kaiser Rotbart“ im Zusammenhang mit der noch jungen Eichen-Pflanze die Rede, danach müsste der Baum mindestens 860 Jahre alt sein. Da in einer alten Landkarte um 1600 die Kreuzeiche, aber nicht die Königseiche eingetragen ist, scheint dies unwahrscheinlich. Eine andere Vermutung ist, dass die Eiche durch ihr gutes Wachsen als „König“ unter den anderen Bäumen angesehen wurde. Eine Vermutung zum Namen Schäfer-Eiche ist, dass er durch das früher in der Nähe gelegene Gehöft und die dort lebenden Viehhirten entstand.